# 네덜란드 아동 수당 스캔들
네덜란드 아동 수당 스캔들(네덜란드어: toeslagenaffaire)은 네덜란드의 세무당국이 네덜란드 주민들을 사기죄로 고발하는 한편, 아동수당 배급을 부당 청구한 사건이다. 2013년부터 2019년까지 적어도 네덜란드의 26,000여 명에 달하는 부모가 육아 수당 청구에 대해 부정 행위가 일어나거나 의심되었으며, 다른 방법으로도 불이익을 받았다. 2018년 9월 처음으로 대중의 관심을 끌었다. 2021년 1월 15일, 네덜란드 총리 마르크 뤼터가 이 일에 대해 책임을 지겠다고 언급하며 총리직을 사임하였다.